# Tolmerus antennatus
Tolmerus antennatus là một loài ruồi trong họ Asilidae. Tolmerus antennatus được Becker miêu tả năm 1908.